# 姫路市立林田中学校
姫路市立林田中学校（ひめじしりつ はやしだちゅうがっこう）は、兵庫県姫路市にある公立中学校。

## 概要

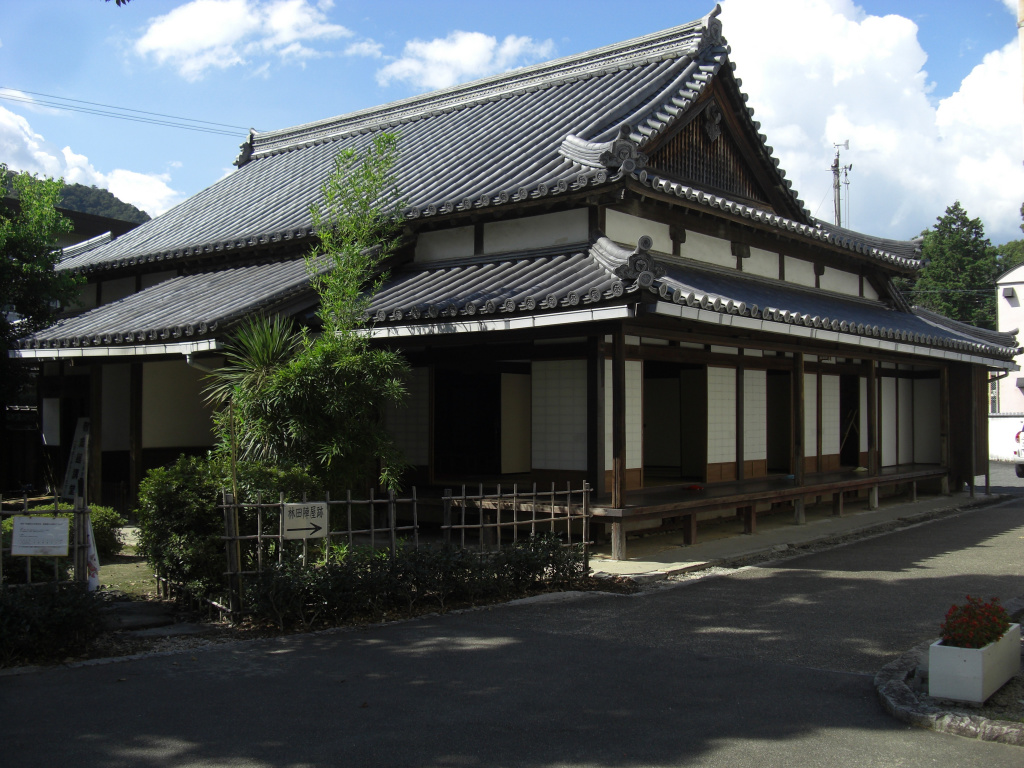
林田藩 敬業館講堂

学校の隣接地はかつて林田藩の藩校「敬業館」があった場所であり、現在も講堂が現存している。林田中の校章は林田藩の藩主建部家の家紋をモチーフとしていて、近年までホームルームを敬業と呼んでいたなど、敬業館を意識した構成となっている。

## 沿革
- 1935年 - 青年学校令に基づき、現在地に林田村青年学校設立。
- 1941年 - 揖保郡学校組合立揖北青年学校と改称。林田・伊勢・神岡の3地区を校区とする。
- 1947年3月 - 青年学校令の廃止・翌月からの学校教育法の施行に伴い揖北青年学校廃止。
- 1947年4月22日 - 青年学校跡地に揖保郡学校組合立林田中学校開校。林田・伊勢の2地区を校区とし、伊勢校区は伊勢小学校の一部校舎で、伊勢分校とする。開校当初より独立校舎を有していたのは県下300校のうち20数校にすぎず[1]、本校はその一である。姫路市の主張ではこの年を本校の開設年としている。
- 1950年4月1日 - 兵庫県立龍野実業高等学校定時制林田分校設置、校舎を共用する。
- 1950年4月6日 - 校章制定「三つ羽の蝶」の中央に「中」を配す｡
- 1951年4月17日 - 校旗制定（寄贈:段寿）[2]
- 1951年12月1日 - 校歌制定（作詞:坂井隆、補作:今井広史、作曲:佐々木すぐる。混声三部合唱）[2]。
- 1952年11月1日 - 教育委員会設置に伴い、林田村外一ヶ村学校事務組合立林田中学校と校名変更。
- 1955年3月25日 - 林田村・伊勢村廃止、揖保郡林田町となる。校名を、林田町立林田中学校とする。
- 1956年4月1日 - 兵庫県立龍野実業高等学校定時制神岡分校を林田分校へ併合、神林分校と称す。
- 1958年3月31日 - 伊勢分校廃止、本校へ統合、伊勢分教室設置。
- 1964年3月31日 - 兵庫県立龍野実業高等学校定時制神林分校廃止。
- 1967年3月5日 - 林田町、姫路市に合併。校名を、姫路市立林田中学校とする
- 1977年2月1日 - 「林田中学校創立30周年記念誌」発行
- 1996年11月1日 - 「林田中学校創立50周年記念誌」発行

## 部活動
- 女子バレーボール部
- ソフトテニス部
- 野球部
- 剣道部
- 箏曲部

## 校区
以下の小学校の通学区域。
- 姫路市立林田小学校
- 姫路市立伊勢小学校
  - 2014年度までは、本校の区域は、高等学校の通学区域において姫路・福崎学区に属するが、学区の最西端にあるため、隣接する西播学区の高等学校への進学も認められている[4]。
  - 2015年度からは、姫路・福崎学区と西播学区とが統合され第4学区となったため、かつての両学区内のすべての高等学校への進学が可能なほか、姫路市の特例で第3学区の高砂市にある高等学校への進学も可能である。

## アクセス
- JR・山陽電鉄姫路駅より神姫バス山崎方面行に乗車、「林田」バス停で下車、林田交差点を西へ入る。
- 山陽自動車道山陽姫路西インターチェンジから国道29号を北西へ車で約10分。

## 卒業生
- 岩谷英雄 - 元兵庫県議会議員

## 通学区域が隣接している学校
- 姫路市立大白書中学校
- 姫路市立書写中学校
- 姫路市立菅野中学校
- 姫路市立安富中学校
- たつの市立新宮中学校
- たつの市立龍野東中学校